# 索伊峰
67°19′S 66°55′W / 67.317°S 66.917°W
索伊峰是南極洲的山峰，位於葛拉漢地的盧貝海岸，處於阿羅史密斯半島，英國探險隊根據測量和空中照片繪入地圖，以挪威測量員命名，現時由南極條約體系管理。